# Mauersberger-Museum
Het Mauersberger-Museum in een museum in Großrückerswalde in de Duitse deelstaat Saksen. Het bevindt zich in het dorp Mauersberg in de gemeente Großrückerswalde en is gewijd aan de broers en cantors Rudolf en Erhard Mauersberger, twee vooraanstaande kerkmusici van de 20e eeuw.
Rudolf was Kreuzkantor in Dresden (tot 1971) en Erhard Thomaskantor in Leipzig (tot 1972). Het Mauersberger-Museum werd in 1973 ter herinnering aan hun werk en leven opgericht in het huis waar ze beide zijn geboren. De grondlegger van het museum is de stichting van Rudolf Mauersberger.

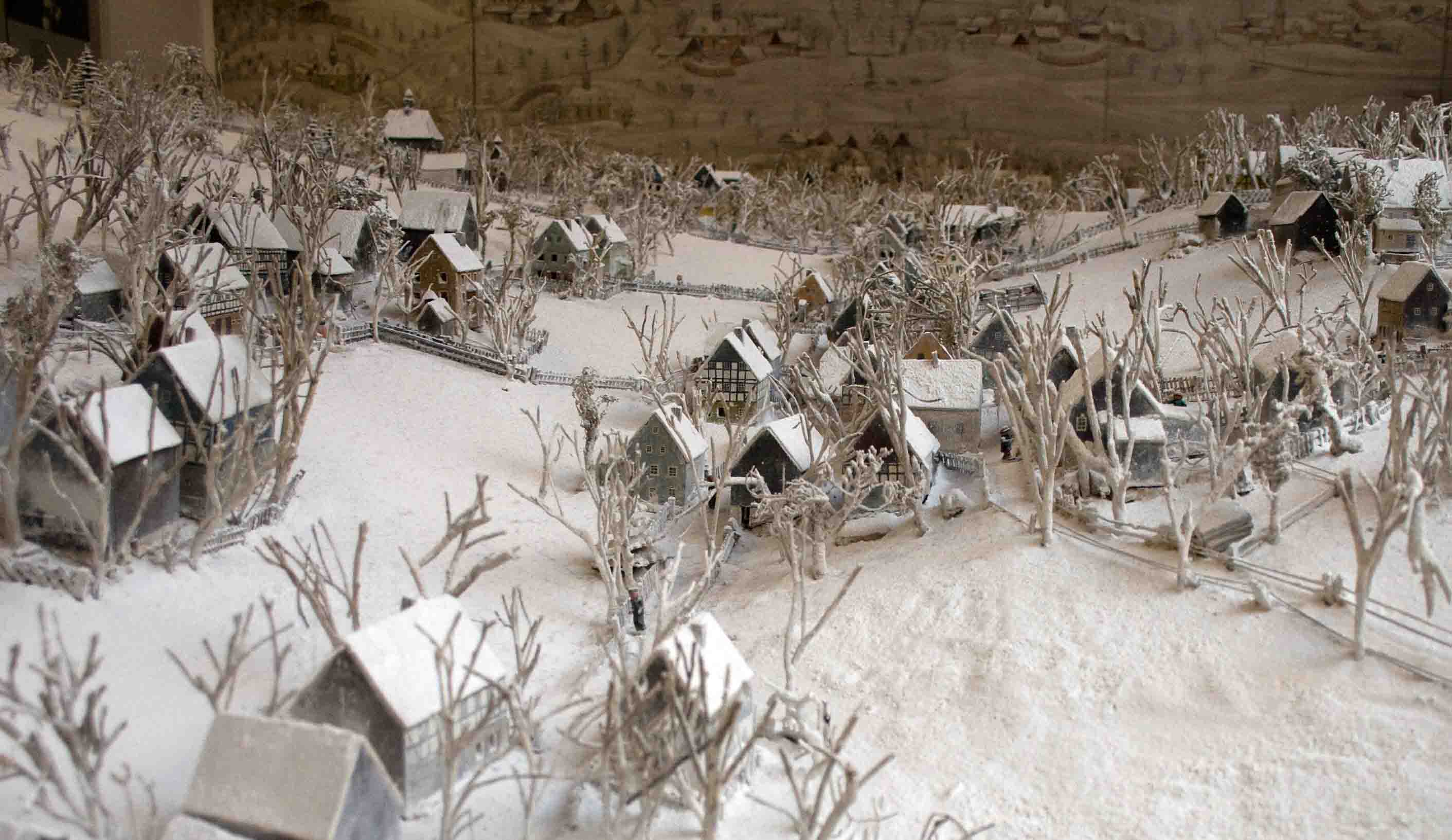
Maquette van Mauersberg uit 1926

In het museum worden allerlei originele voorwerpen getoond, zoals een maquette met een winterlandschap van Mauersberg anno 1926 met een grootte van 15 m². Dit is een van de maquettes die Rudolf zelf maakte. Enkele van de andere die ook te zien zijn, zijn van de Kreuzkirche in Dresden en andere kerken. Ook zijn er veel uitgesneden figuren tentoongesteld en zijn veel documenten en brieven bewaard gebleven die worden getoond. Op de bovenverdieping zijn wisselende exposities te zien.
Naast de vertoning van voorwerpen uit de levens van beide musici, worden er muzikale workshops gegeven en worden er concerten georganiseerd.